# Enes Kanter
Enes Kanter Freedom (Zurique, 20 de maio de 1992) é um jogador de basquetebol profissional turco naturalizado americano e nascido na Suíça, que atualmente joga pelo Boston Celtics da NBA.
Ele foi selecionado pelo Utah Jazz como a terceira escolha geral do Draft da NBA de 2011. Ele jogou pelo Jazz, Oklahoma City Thunder, New York Knicks, Portland Trail Blazers e Boston Celtics da NBA.
Em dezembro de 2021, Enes, perseguido pelo Governo Turco de Erdoğan, virou oficialmente cidadão americano e trocou seu sobrenome para "Freedom" (Liberdade em tradução livre).

## Primeiros anos
Freedom nasceu em 20 de maio de 1992, em Zurique, na Suíça, enquanto seu pai, Mehmet, obteve seu diploma de mestrado da Universidade de Zurique. Seu pai é professor de histologia na Universidade de Trakya.
Antes de se mudar para os Estados Unidos, Freedom jogou sob o comando de Serdar Apaydın nas divisões de base do Fenerbahçe entre 2006 e 2008 e depois, durante a temporada 2008-09, Freedom era uma reserva raramente usado na equipe principal. Ele jogou em pelo menos nove jogos com a equipe - quatro na Euroliga e cinco na Liga Turca de Basquetebol. O Fenerbahçe e o time de basquete da Liga Grega, Olympiacos, ofereceram contratos profissionais com Freedom, mas ele recusou porque queria jogar basquete nos Estados Unidos.

### Escola Preparatória
Em 2009, Freedom mudou-se para os Estados Unidos, onde se matriculou na Stoneridge Preparatory School, em Simi Valley, Califórnia, e jogou pelo time de basquete em 2009-10.
No Nike Hoop Summit de 2010, Freedom jogou no time internacional, registrando 34 pontos e 13 rebotes. Seu total de pontos foi um recorde no evento, quebrando o recorde de Dirk Nowitzki no jogo de 1998. 
A Rivals.com e a Scout.com classificaram Freedom como um prospecto de cinco estrelas, a classificação mais alta possível.

## Carreira universitária
Em 23 de novembro de 2009, Freedom comprometeu-se verbalmente a frequentar a Universidade de Washington, rejeitando as ofertas de UCLA, USC, Indiana e UNLV. No entanto, ele reabriu seu processo de recrutamento em fevereiro de 2010, e em 14 de abril, Freedom assinou uma Carta Nacional de Intenções para jogar basquete universitário na Universidade de Kentucky.
No entanto, apesar de assinar com Kentucky, a NCAA declarou-o permanentemente inelegível como atleta colegial, porque ele recebeu cerca de US $ 33.000 do Fenerbahçe em excesso de benefícios. A NCAA determinou que esse valor estava acima e além do que era considerado aceitável. Em 7 de janeiro de 2011, a NCAA rejeitou o apelo do Kentucky, afirmando que Freedom estava permanentemente inelegível.

## Carreira profissional

### Utah Jazz (2011–2015)
Freedom foi selecionado pelo Utah Jazz como terceira escolha geral no Draft de 2011. Ao ser selecionado, ele disse: "Estou tão feliz, estou tão animado. Eu sei que os fãs do Utah Jazz são loucos e eu os amo. Vou trazer a força da equipe e tentar fazer tudo para ir para os playoffs". Em 9 de dezembro de 2011, ele assinou seu contrato de novato com o Jazz após a conclusão da greve da NBA.
Na temporada de 2011-12, ele se tornou apenas o 10º novato na história da franquia a jogar em todos os jogos da temporada regular. Ele também registrou mais rebotes por um novato em sua estréia com com 11 contra o Los Angeles Lakers em 27 de dezembro. Na temporada, ele teve uma média de 4,6 pontos e 4,2 rebotes em 66 jogos.

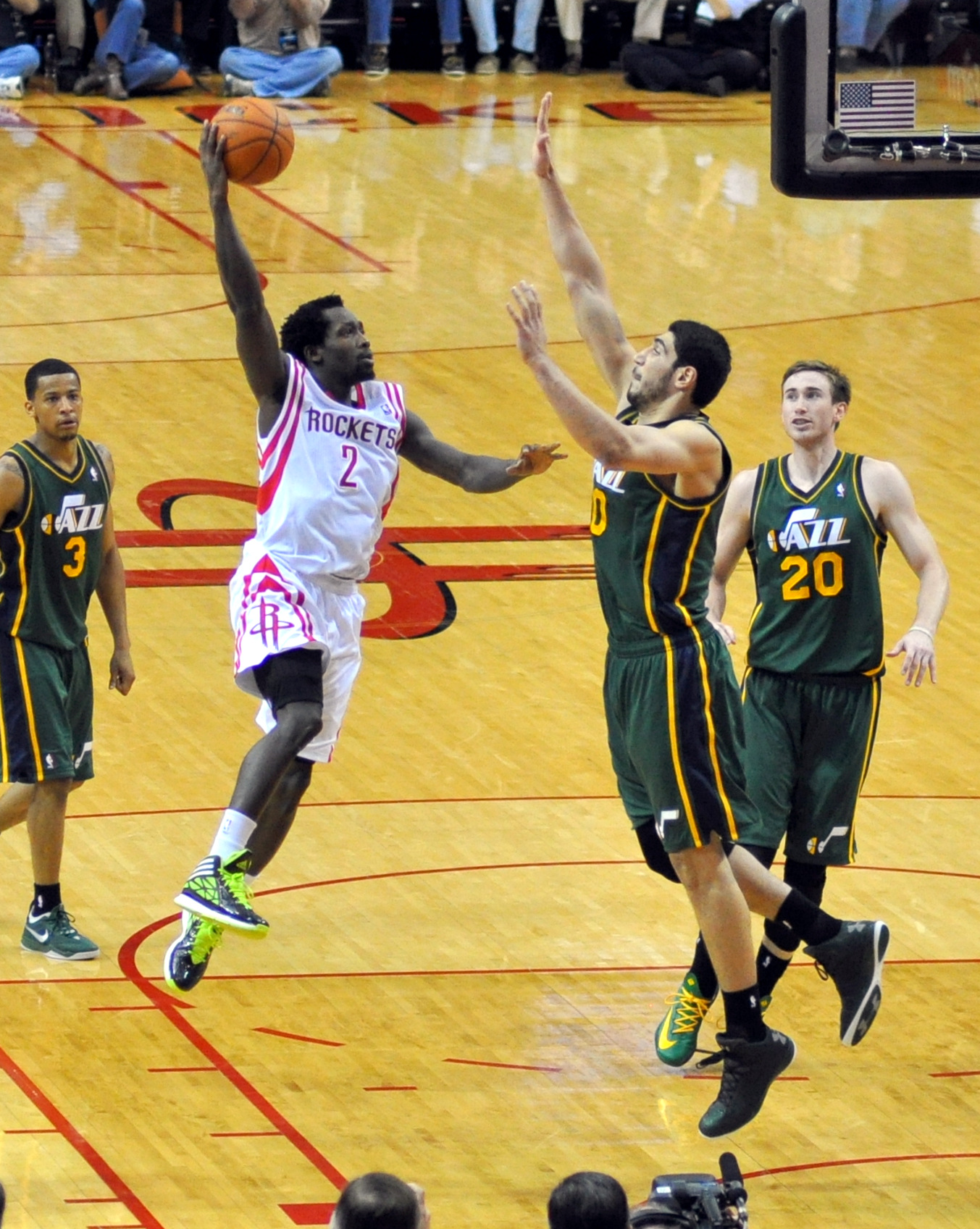
Freedom tenta bloquear o arremesso de Patrick Beverley durante um jogo em 17 de março de 2014, no Toyota Center em Houston, Texas.

Na temporada de 2012-13, Freedom melhorou suas médias em todas as principais categorias estatísticas, liderando a equipe em pontuação em três jogos, em rebotes em quatro jogos e tendo duplos-duplos em 22 jogos. Em 70 jogos (duas como titular), ele obteve médias de 7,2 pontos e 4,3 rebotes por jogo. Em 1° de março de 2013, Freedom teve o primeiro jogo de 20-20 da carreira dele com 23 pontos e 22 rebotes para levar o Jazz a uma vitória por 98-68 em cima do Charlotte Bobcats. Ele perdeu os últimos 10 jogos da temporada devido a um ombro esquerdo deslocado.
Na temporada de 2013–14, Freedom jogou em 80 jogos (37 como titular), com médias de 12,3 pontos e 7,5 rebotes por jogo. Em 3 de março de 2014, ele marcou 27 pontos em uma derrota de 114-88 para o Milwaukee Bucks.
Em 16 de dezembro de 2014, Freedom marcou 29 pontos em uma derrota por 119-111 para o New Orleans Pelicans.

### Oklahoma City Thunder (2015–2017)
Em 19 de fevereiro de 2015, Freedom foi negociado para o Oklahoma City Thunder em um acordo de três equipes que também envolveu o Detroit Pistons. Dois dias depois, ele fez sua estréia pelo Thunder, tendo um duplo-duplo com 10 pontos e 13 rebotes na vitória por 110-103 sobre o Charlotte Hornets. Em 1º de abril de 2015, ele marcou 30 pontos em uma derrota de 135-131 para o Dallas Mavericks.
Após a temporada de 2014-15, Freedom tornou-se um agente livre restrito. Em 9 de julho de 2015, ele recebeu uma proposta de US $ 70 milhões do Portland Trail Blazers. No entanto, três dias depois, o Thunder exerceu o seu direito de preferência e igualou a proposta.
Em 14 de março de 2016, ele marcou 26 pontos em uma vitória de 128-94 sobre o Portland Trail Blazers. Em 6 de abril, ele registrou 33 pontos e 20 rebotes em uma derrota de 120-115 para o Portland Trail Blazers, tornando-se o primeiro jogador na história do Thunder a marcar pelo menos 30 pontos e pegar 20 rebotes em um jogo. No Jogo 3 da primeira rodada dos playoffs contra o Dallas Mavericks, Freedom 21 pontos e oito rebotes em uma vitória por 131-102. No Jogo 4 da série, Freedom ajudou o Thunder a vencer fazendo 28 pontos.
Em 28 de novembro de 2016, Freedom registrou 27 pontos e 10 rebotes em uma vitória por 112-103 sobre o New York Knicks. Em 26 de janeiro de 2017, ele teve o antebraço fraturado depois de bater em uma cadeira no banco durante o jogo contra o Dallas Mavericks. Ele foi posteriormente descartado por seis a oito semanas. Ele voltou a ação em 24 de fevereiro de 2017 contra o Los Angeles Lakers depois de perder nove jogos. Ele terminou com quatro pontos.

### New York Knicks (2017–2019)
Em 25 de setembro de 2017, Freedom foi negociado, junto com Doug McDermott e uma escolha de draft, para o New York Knicks em troca de Carmelo Anthony. Em sua estréia pelo Knicks em 19 de outubro de 2017, Freedom teve 10 pontos e sete rebotes na derrota por 105-84 para seu ex-time, o Oklahoma City Thunder. Cinco dias depois, ele registrou 16 pontos e 19 rebotes na derrota por 110-89 para o Boston Celtics. Em 29 de novembro de 2017, depois de perder três jogos com espasmos nas costas, Freedom fez 22 pontos e pegou 14 rebotes na vitória por 115-86 sobre o Miami Heat. 
Em 25 de dezembro de 2017, ele marcou 31 pontos e pegou 22 rebotes na derrota por 105-98 para o Philadelphia 76ers. Ele se juntou a Wilt Chamberlain, Bill Russell e Bob Lanier como os únicos jogadores com um jogo de 30-20 no Natal. Em 30 de janeiro de 2018, ele registrou 20 pontos, 20 rebotes e cinco assistências na vitória por 111-95 sobre o Brooklyn Nets. Em 6 de fevereiro de 2018, em uma derrota por 103-89 para o Milwaukee Bucks, Freedom registrou 19 pontos e 16 rebotes pelo sexto duplo-duplo consecutivo, marcando o maior período consecutivo de duplos-duplos por um jogador dos Knicks. Em 6 de março de 2018, ele teve 18 pontos e 11 rebotes na derrota por 111-87 para o Portland Trail Blazers. Foi o 32º duplo duplo de Freedom da temporada.
Em 19 de outubro de 2018, Freedom marcou 29 pontos em uma derrota de 107-105 para os Nets. Um dia depois, ele registrou 17 pontos e 15 rebotes em uma derrota por 103-101 para os Celtics, tornando-se o primeiro jogador dos Knicks desde Zach Randolph (2007-08) a iniciar a temporada com três duplos-duplos. Em 5 de novembro, ele registrou 23 pontos e 24 rebotes em uma derrota por 116-115 para o Chicago Bulls. Em 11 de novembro, ele marcou seu quinto duplo-duplo com 16 pontos e 15 rebotes na derrota por 115-89 para o Orlando Magic. Em 25 de novembro, registrou 21 pontos e 26 rebotes na vitória por 103-98 sobre o Memphis Grizzlies. 
No final de dezembro, Freedom foi rebaixado para um papel reduzido de reserva. Ele foi dispensado pelos Knicks em 7 de fevereiro de 2019.

### Portland Trail Blazers (2019)
Em 13 de fevereiro de 2019, Freedom assinou com o Portland Trail Blazers. Ele fez sua estréia em 21 de fevereiro, registrando 18 pontos e nove rebotes em uma vitória por 113-99 sobre o Brooklyn Nets.
No Jogo 1 da primeira rodada dos playoffs contra o Oklahoma City Thunder, Freedom fez 20 pontos e 18 rebotes em uma vitória por 104-99, tornando-se apenas o terceiro jogador na história do time com pelo menos 20 pontos e 18 rebotes em um jogo dos playoffs - Bill Walton fez três vezes e LaMarcus Aldridge uma vez.

### Boston Celtics (2019–2020)
Quando a free agency foi aberta em 1º de julho de 2019, Freedom e o Boston Celtics concordaram com um contrato de dois anos no valor de US $ 10 milhões.
Com o Celtics, ele teve médias de 8,1 pontos e 4,6 rebotes. Seu melhor jogo nessa temporada foi de 22 pontos, 19 rebotes e 6 bloqueios. Nos playoffs, ele marcou um total de 50 pontos com média de 4,5 pontos

### Volta para Portland (2020–2021)
Em 20 de novembro de 2020, Freedom foi negociado de volta para o Portland Trail Blazers em uma troca de três equipes que também inclui o Memphis Grizzlies.
Em 10 de abril de 2021, em uma vitória por 118–103 sobre o Detroit Pistons, Freedom teve 30 rebotes, quebrando o recorde da franquia de Sidney Wicks de 27 em 1975. Ele também marcou 24 pontos no jogo, no qual ele se tornou apenas o terceiro jogador nos últimos 20 anos a entregar um desempenho de 20 pontos e 30 rebotes.

### Voltar para Boston (2021–Presente)
Em 13 de agosto de 2021, Freedom assinou com o Boston Celtics.

## Carreira na seleção
Freedom fez sua estreia pela Seleção Turca no EuroBasket Sub-16 de 2008 na Itália. Ele dominou o torneio tendo médias de 22,9 pontos, 16,5 rebotes e 1,5 bloqueios em 34,6 minutos. No entanto, Jonas Valančiūnas foi escolhido como MVP depois de ter médias de 14,3 pontos, 11,1 rebotes e 2,3 bloqueios em 23,5 minutos. 
Freedom conquistou o título de MVP no EuroBasket Sub-18 em 2009 tendo médias de 18,6 pontos e 16,4 rebotes, enquanto liderava a seleção da Turquia para a medalha de bronze. 
Ele se recusou a jogar pela Seleção Turca no Campeonato Mundial de 2010, que estava sendo realizado na Turquia. Seu pai alegou que ele fez isso para não perder o primeiro mês de aulas em Kentucky.
Freedom jogou pela primeira vez com a equipa principal turca no EuroBasket de 2011. Ele jogou em oito jogos e obteve médias de 9,6 pontos e 3,9 rebotes.
Ele foi deixado de fora do time do EuroBasket de 2015. Freedom alegou que foi devido ao seu relacionamento com Fethullah Gülen e seu apoio ao movimento Gülen, enquanto o técnico Ergin Ataman disse que Freedom foi excluído porque "ele não pediu desculpas aos companheiros de equipe por incidentes".

## Estatísticas

### NBA

#### Temporada regular
| Ano      | Equipe        | PJ  | PT  | MPJ  | AP   | 3P    | LL   | RT   | AS  | BR | TO | PPJ  |
| -------- | ------------- | --- | --- | ---- | ---- | ----- | ---- | ---- | --- | -- | -- | ---- |
| 2011–12  | Utah          | 66  | 0   | 13.2 | .496 | .000  | .667 | 4.2  | .1  | .3 | .3 | 4.6  |
| 2012–13  | Utah          | 70  | 2   | 15.4 | .544 | 1.000 | .795 | 4.3  | .4  | .4 | .5 | 7.2  |
| 2013–14  | Utah          | 80  | 37  | 26.7 | .491 | .000  | .730 | 7.5  | .9  | .4 | .5 | 12.3 |
| 2014–15  | Utah          | 49  | 48  | 27.1 | .491 | .317  | .788 | 7.8  | .5  | .5 | .3 | 13.8 |
| 2014–15  | Oklahoma City | 26  | 26  | 31.1 | .566 | .750  | .776 | 11.0 | 1.1 | .5 | .5 | 18.7 |
| 2015–16  | Oklahoma City | 82  | 1   | 21.0 | .576 | .476  | .797 | 8.1  | .4  | .3 | .4 | 12.7 |
| 2016–17  | Oklahoma City | 72  | 0   | 21.3 | .545 | .132  | .786 | 6.7  | .9  | .4 | .5 | 14.3 |
| 2017–18  | New York      | 71  | 71  | 25.8 | .592 | .000  | .848 | 11.0 | 1.5 | .5 | .5 | 14.1 |
| 2018–19  | New York      | 44  | 23  | 25.6 | .536 | .318  | .814 | 10.5 | 1.9 | .4 | .4 | 14.0 |
| 2018–19  | Portland      | 23  | 8   | 22.3 | .577 | .250  | .735 | 8.6  | 1.4 | .6 | .4 | 13.1 |
| 2019–20  | Boston        | 58  | 7   | 16.9 | .572 | .143  | .707 | 7.4  | 1.0 | .4 | .7 | 8.1  |
| 2020–21  | Portland      | 72  | 35  | 24.4 | .604 | .250  | .774 | 11.0 | 1.2 | .5 | .7 | 11.2 |
| Carreira | Carreira      | 713 | 258 | 22.5 | .549 | .303  | .768 | 8.1  | .9  | .4 | .4 | 12.0 |

#### Playoffs
| Ano      | Equipe        | PJ | PT | MPJ  | AP   | 3P    | LL    | RT  | AS  | BR | TO  | PPJ  |
| -------- | ------------- | -- | -- | ---- | ---- | ----- | ----- | --- | --- | -- | --- | ---- |
| 2012     | Utah          | 4  | 0  | 10.8 | .438 | —     | .000  | 4.0 | .3  | .0 | 1.0 | 3.5  |
| 2016     | Oklahoma City | 18 | 0  | 18.0 | .551 | .143  | .844  | 6.2 | .3  | .3 | .6  | 9.4  |
| 2017     | Oklahoma City | 5  | 0  | 9.1  | .385 | —     | 1.000 | 1.8 | .2  | .0 | .8  | 4.8  |
| 2019     | Portland      | 16 | 14 | 28.8 | .514 | .250  | .756  | 9.7 | 1.2 | .7 | .6  | 11.4 |
| 2020     | Boston        | 11 | 0  | 9.3  | .524 | 1.000 | .500  | 3.9 | .6  | .0 | .0  | 4.5  |
| 2021     | Portland      | 5  | 0  | 11.2 | .500 | —     | 1.000 | 2.6 | .0  | .0 | .4  | 2.0  |
| Carreira | Carreira      | 59 | 14 | 14.5 | .485 | .464  | .683  | 4.7 | .4  | .1 | .5  | 5.9  |

### Euroliga
| Ano     | Equipe     | PJ | PT | MPJ | AP   | 3P   | LL   | RT  | AS | BR | TO | PPJ |
| ------- | ---------- | -- | -- | --- | ---- | ---- | ---- | --- | -- | -- | -- | --- |
| 2008–09 | Fenerbahçe | 4  | 0  | 7.8 | .429 | .000 | .667 | 1.5 | .0 | .3 | .0 | 2.0 |

Fonte:

## Vida pessoal
Freedom é um muçulmano praticante. Em 2019, ele escreveu no The Washington Post sobre o desafio de praticar o Ramadã durante os playoffs da NBA.
Ele disse que durante a universidade aprendeu inglês assistindo Bob Esponja e Jersey Shore.
O irmão mais novo de Freedom, Kerem Kanter, jogou pela Universidade de Wisconsin–Green Bay de 2014 a 2017. Depois de se formar em 2017, ele se transferiu para a Xavier University de acordo com a regra de transferência de graduação da NCAA. Em julho de 2019, Kerem assinou com o Club Joventut Badalona.
Freedom se tornou cidadão americano em 29 de Novembro de 2021, também mudando seu nome de Enes Kanter para Enes Kanter Freedom na ocasião.

### Politica e ativismo
Freedom recebeu educação primária e secundária nas escolas hizmet na Turquia e se reconectou com os voluntários do movimento quando Freedom chegou aos Estados Unidos, formando até mesmo uma relação pessoal com o fundador do movimento, Fethullah Gülen. Em relação a Gülen, Freedom disse: "Suas opiniões sobre minha religião, bem como maneiras de resolver os problemas de hoje, foram atraentes para mim. Gulen está promovendo um Islã que destaca a justiça, o respeito e o amor por aqueles que não são como nós. Ele acredita que ser muçulmano vem com algum tipo de dever e isso é ajudar os outros".
Freedom disse que se tornou publicamente crítico do presidente Recep Tayyip Erdoğan em 2013 devido ao escândalo de corrupção. Após a fracassada tentativa de golpe de Estado de 2016, Freedom criticou Erdoğan no Twitter, chamando-o de "Hitler do nosso século". Logo após a tentativa de golpe em julho, seu pai e sua família o repudiaram publicamente devido às suas opiniões políticas e seu apoio a Gülen, implorando-lhe para mudar seu sobrenome. Freedom afirmou que ama Gülen "mais do que sua família", mudando informalmente seu nome para Enes Gülen. Seu pai foi demitido de sua posição universitária algumas semanas depois. O ex-jogador da NBA, Hedo Turkoglu, chamou os comentários de Freedom de "irracionais".
Em maio de 2017, durante uma turnê que recebeu campos de basquete em Hong Kong, Japão e outras partes da Ásia, Freedom estava em Jacarta, na Indonésia. Às 2:30 da manhã, o empresário de Freedom bateu em sua porta com informações alarmantes. Ele foi informado de que dois homens se identificando como funcionários do governo indonésio tinham visitado o campo e queriam descobrir se Freedom estava dormindo no acampamento, o que ele sempre fazia. Freedom, hospedado em um hotel com seu gerente, imediatamente deixou a Indonésia, indo para Singapura, depois Romênia e  Alemanha. Em 20 de maio de 2017, quando tentava voar para a Romênia – onde estava previsto para ser realizado outro campo – Freedom não foi autorizado a entrar no país e foi informado por funcionários de lá que seu passaporte foi cancelado pela embaixada turca. Ele ficou temporariamente preso na Romênia, mas eventualmente voou para Londres e depois de volta para os Estados Unidos. Enquanto estava preso na Romênia, Freedom foi ao Twitter explicar sua situação e a hashtag #FreeEnes se tornou viral - tudo isso estava acontecendo durante o seu aniversário. Ao desembarcar nos EUA, Freedom disse que a primeira coisa que fez foi rezar.
Na Turquia, o pai de Freedom foi acusado de ser membro de um grupo terrorista. Ele foi preso e foi solto após cinco dias. Freedom acredita que seu pai foi alvo do governo turco e pode enfrentar muitos anos de prisão. Freedom não pode entrar em contato com seus amigos e familiares na Turquia porque teme que as conversas sejam grampeadas e que eles seriam prejudicadas. Seis dias após o cancelamento de seu passaporte, o governo turco emitiu um mandado de prisão para Freedom, acusando-o de ser membro de um "grupo terrorista". A Turquia disse que os cidadãos acusados que não vieram à Turquia durante setembro de 2017 enfrentam a revogação da cidadania. Em setembro de 2017, Freedom descreveu-se como apátrida. De acordo com a Sports Illustrated, "Embora Freedom possa rejeitar o mandado de prisão turco com desdém, ele enfrenta o problema mais impactante de ser um homem sem país." Foi relatado em 20 de dezembro de 2017, que os promotores turcos estavam buscando mais de quatro anos de prisão para Freedom, que seria julgado à revelia.
Em janeiro de 2019, ele decidiu não viajar para Londres com o New York Knicks, temendo que sua vida pudesse estar em perigo se ele viajasse para a Europa. Freedom não viajou para Toronto com o Portland Trail Blazers em março de 2019 pelo mesmo motivo. De acordo com uma reportagem da ESPN de 2019, agentes do FBI emitiram um dispositivo de comunicação que lhe permite entrar em contato com a organização em um momento devido a ameaças críveis contra sua vida.
Também em janeiro de 2019, a Turquia colocou um pedido de extradição em Freedom e solicitou que a Interpol colocasse um aviso vermelho para sua prisão. No entanto, de acordo com o site da Interpol, nenhum aviso vermelho havia sido emitido. O senador norte-americano Ron Wyden, de Oregon, assumiu a causa de Freedom, afirmando que "os Estados Unidos não devem ficar em silêncio diante de um ataque tão flagrante ao livre pensamento e à expressão". Freedom mais tarde creditou o vínculo que ele e Wyden haviam forjado como parte da razão pela qual ele sacrificou o salário para facilitar uma negociação de volta para Portland em 2020.

Em 2019, Freedom foi tema de um documentário da ESPN E:60 chamado Enemy of the State. Freedom condenou a ofensiva turca de 2019 no nordeste da Síria contra os curdos aliados dos EUA.